# Acraea asema
Acraea asema är en fjärilsart som beskrevs av William Chapman Hewitson 1877. Acraea asema ingår i släktet Acraea och familjen praktfjärilar. Inga underarter finns listade i Catalogue of Life.